# Дело (газета, Санкт-Петербург)
«Дело» — аналитический еженедельник, издававшийся в Санкт-Петербурге по понедельникам. Газета зарегистрирована 28 июля 1995 года, перерегистрирована 14 января 2003 года (свидетельство ПИ № 2-6362). Последний номер вышел 22 декабря 2008 года.
Как отметила Фонтанка.ру накануне закрытия еженедельника, весь период существования он отличался оппозицонно-либеральной направленностью.

## История
Газета возникла в 1995 году как бизнес-обозрение, с 1999 года — аналитический еженедельник. Бессменный главный редактор — Сергей Чесноков.

### Персоналии
Учредители на 14 января 2003:
- ООО «Лидер» (Санкт-Петербург)
- Сергей Бажанов — позднее вышел из числа учредителей
- Сергей Беляев
- Юрий Кравцов
- Михаил Маневич (в регистрационных документах 2003 года М. В. Маневич, убитый в 1997 году, отсутствует, однако во всех номерах газеты его фамилия в траурной рамке значилась в числе учредителей)
- Сергей Чесноков (биография)
- Андрей Мокров
- Владимир Шамахов — позднее вышел из числа учредителей
- Вячеслав Шверикас — позднее приостановил участие в числе учредителей
- Валерий Яшин

В числе постоянных авторов были:
- Дмитрий Травин — обозреватель; член редколлегии, затем — заместитель главного редактора;
- Даниил Коцюбинский — обозреватель; член редколлегии, затем — заместитель главного редактора;
- Андрей Заостровцев — экономический обозреватель;
- Самуил Лурье — ведущий постоянной рубрики «Взгляд из угла»;
- Валерий Островский — обозреватель; член редколлегии (ушёл из газеты в 2004 году).
- Сергей Шелин ― обозреватель, публицист.

### Закрытие газеты
Закрытие газеты в конце 2008 года было вызвано финансовыми трудностями. Газета практически не приносила прибыли: в 2007 году, согласно финансовой отчётности ООО «Лидер», при выручке от продаж 3,15 млн рублей чистая прибыль составила 13 тыс. рублей. Как прокомментировал ситуацию онлайн журналу AdLife.spb.ru неназванный участник петербургского медиарынка, «Существует некий пул людей, которые помогают газете. Наступили тяжёлые времена, и этим людям стало не до благотворительности». В качестве других причин назывались также и общая политическая обстановка, и недовольство некоторых героев публикаций (в частности, о строительстве второй сцены Мариинского театра). Дмитрий Травин прокомментировал ситуацию так: причиной проблем газеты «сочетание факторов», главный из которых — «в газете менеджмент был поставлен, мягко говоря, не лучшим образом».
Первоначально планировалось продолжить выпуск еженедельника в онлайн варианте, однако это не было осуществлено.

Встреча читателей с редакцией еженедельника «Дело», 23 декабря 2008 года
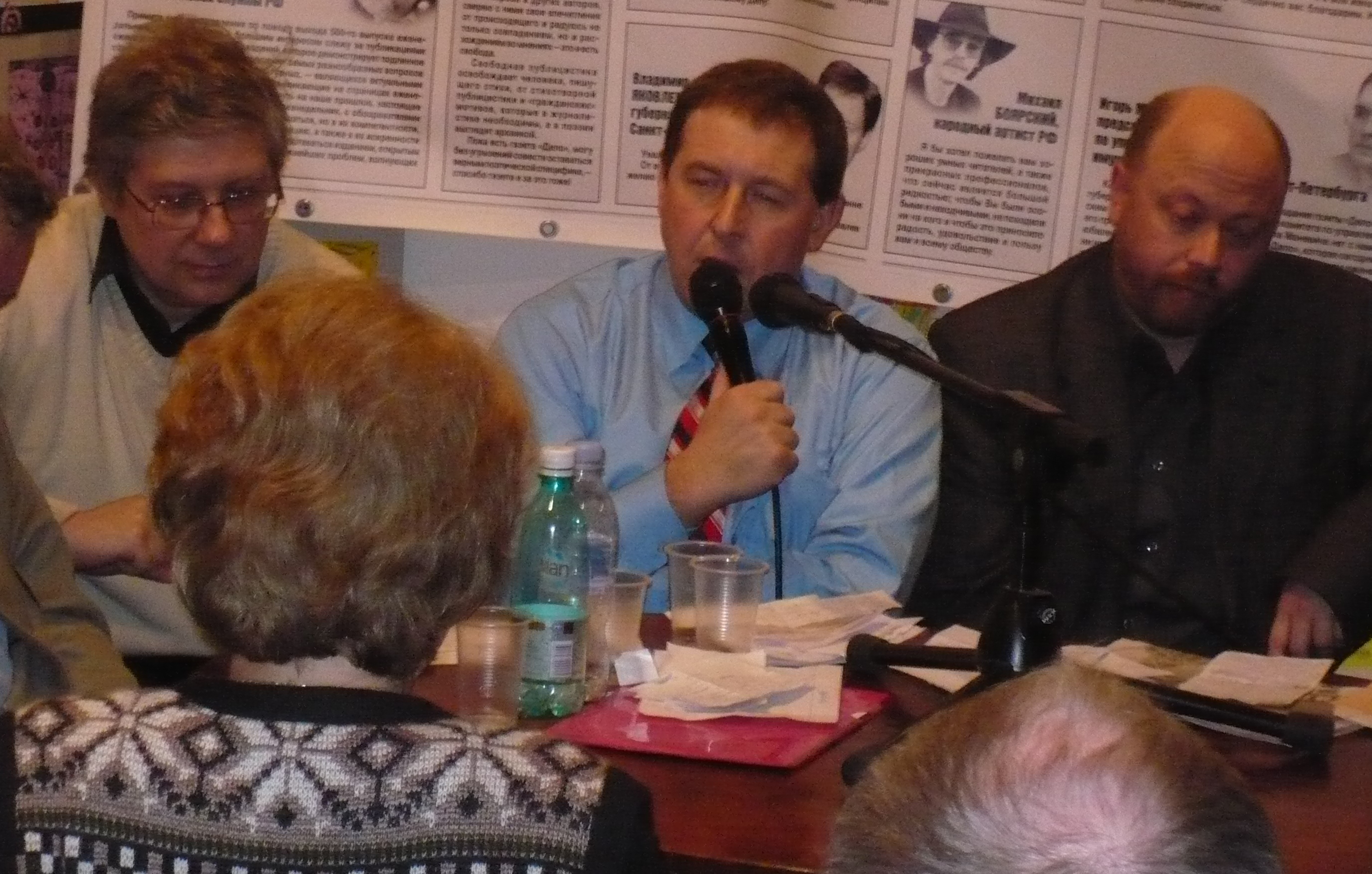
Андрей Заостровцев, Андрей Илларионов и Дмитрий Травин
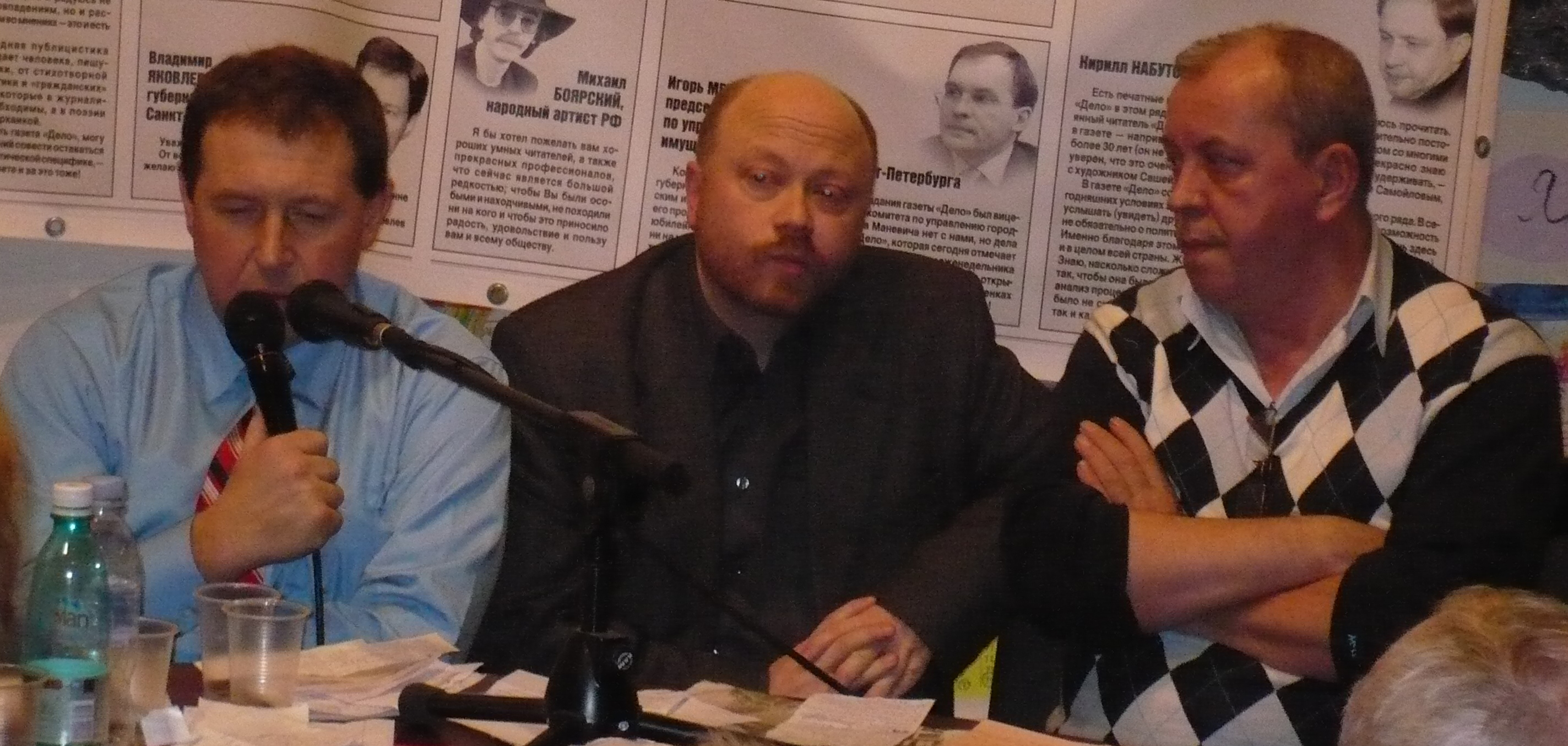
Андрей Илларионов, Дмитрий Травин и Сергей Чесноков
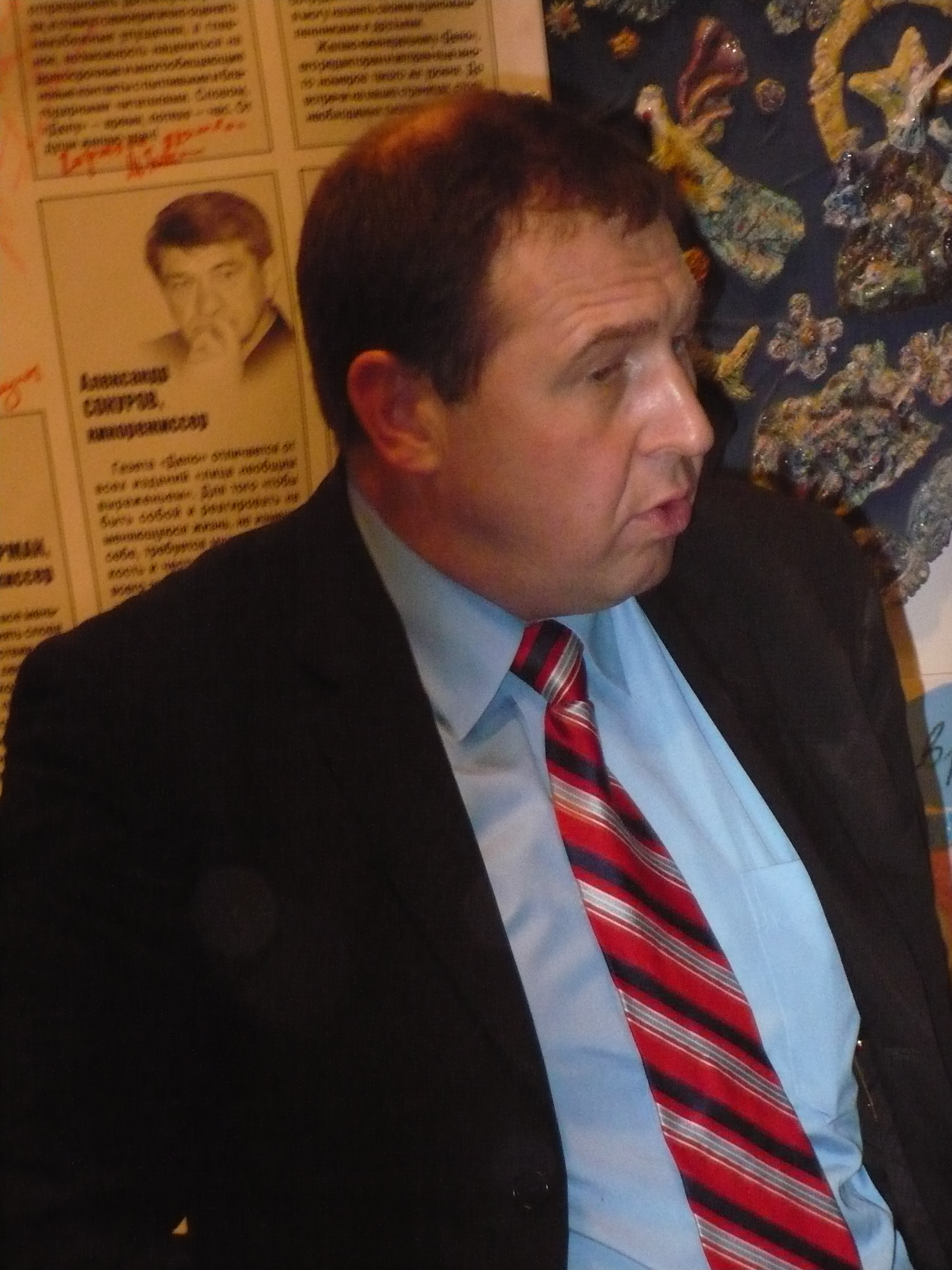
Андрей Илларионов — гость редакции
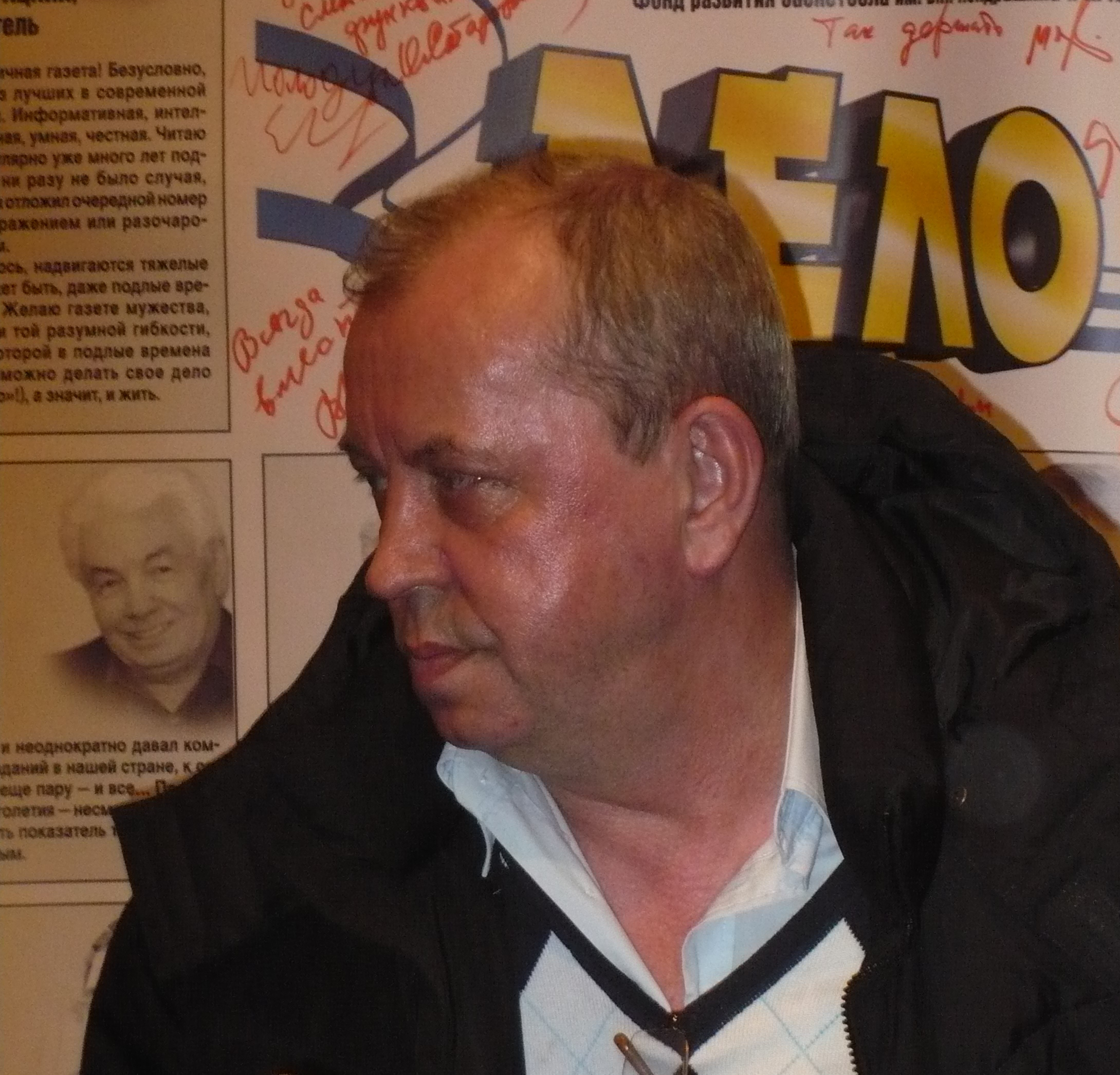
Сергей Чесноков — главный редактор

### Программа на радиостанции «Эхо Петербурга»
На радиостанции «Эхо Петербурга» («Эхо Москвы в Санкт-Петербурге») еженедельно выходил совместный проект с еженедельником «Дело» — программа, гостями которой являются ведущие обозреватели газеты. С января 2009 года по середину 2015 года программа выходила в то же время под новым названием — «По делу». Постоянным гостем программы был Дмитрий Травин.

## Книги
На основе статей в еженедельнике «Дело» изданы книги:
- От Распутина до Путина. 50 петербуржцев XX столетия / Сборник очерков. СПб.: «Лидер» («Дело»), 2003. — 528 с. — тираж 5000 экз. — ISBN 5-9900079-1-4
- Травин Д. Я. Железный Винни-Пух и все, все, все. Либерализм и либералы в российских реформах. СПб.: «Дело», 2004. — 848 с. — тираж 500 экз. — ISBN 5-9900079-2-2
- Сборники серии «Рождение современности» / Автор проекта и составитель серии — Травин Д. Я.. — СПб.: «Мидгард», 2005.
  - Восстание масс / Золотоносов М. Н., Островский В. П., Травин Д. Я., Травина Е. М. — 320 с. — тираж 3100 экз. — ISBN 5-91016-001-6
  - СоТворение мира / Васильева Н. А., Докторов Б. З., Золотоносов М. Н., Островский В. П., Травин Д. Я., Травина Е. М. — 320 с. — тираж 3100 экз. — ISBN 5-91016-001-X
- Коцюбинский Д. А.. Давно пора! Несколько вольных этюдов о городе и мире. — СПб.: Вольная Петербургская типография, 2007. — 504 с. — тираж 1000 экз. — ISBN 5-88203-021-8
- Травин Д. Я.. Путинская Россия: от рассвета до отката. — СПб.: «Дело», 2008. — 464 с. — тираж 500 экз. — ISBN 978-5-9900079-3-2

### Сайт газеты
- Главная страница

На сайте доступны материалы еженедельника, начиная с августа 2001 года.